# Palaiokátouno
Palaiokátouno är en ort i Grekland.   Den ligger i prefekturen Nomós Ártas och regionen Epirus, i den centrala delen av landet, 270 km nordväst om huvudstaden Aten. Palaiokátouno ligger 368 meter över havet och antalet invånare är 238.
Terrängen runt Palaiokátouno är huvudsakligen kuperad, men norrut är den bergig.Runt Palaiokátouno är det glesbefolkat, med 11 invånare per kvadratkilometer. Närmaste större samhälle är Ágios Dimítrios, 10,5 km nordväst om Palaiokátouno. I omgivningarna runt Palaiokátouno växer i huvudsak blandskog.